# Chionaspis sozanica
Chionaspis sozanica är en insektsart som beskrevs av Takahashi 1933. Chionaspis sozanica ingår i släktet Chionaspis och familjen pansarsköldlöss. Inga underarter finns listade i Catalogue of Life.